# Cornopteris glandulosopilosa
Cornopteris glandulosopilosa là một loài dương xỉ trong họ Athyriaceae. Loài này được S.F. Wu mô tả khoa học đầu tiên năm 1995.
Danh pháp khoa học của loài này chưa được làm sáng tỏ. 